# كلوريد التيتانيوم الثلاثي
كلوريد التيتانيوم الثلاثي (أو ثلاثي كلوريد التيتانيوم) مركب كيميائي، له الصيغة TiCl3، ويوجد على شكل بلورات بنفسجية.

## التحضير
يحضر هذا المركب من تفاعل كلوريد التيتانيوم الرباعي مع فلز التيتانيوم أو الإثمد (الأنتيموان):
{\displaystyle \mathrm {3\ TiCl_{4}+Ti\longrightarrow 4\ TiCl_{3}} }
{\displaystyle \mathrm {3\ TiCl_{4}+Sb\longrightarrow 3\ TiCl_{3}+SbCl_{3}} }
كما يمكن إجراء الاختزال باستخدام غاز الهيدروجين.

## الخواص
يوجد المركب في الشروط القياسية على هيئة صلب بلوري ذي لون بنفسجي؛ ووعند انحلاله في الماء يشكل معقد ذي لون أزرق غامق؛ كما يشكل عدد من المعقدات التناسقية مع مركبات عضوية مثل رباعي هيدرو الفوران.

## الاستخدامات
يستخدم المركب ضمن الحفازات في عملية تسيغلر-ناتا من أجل إنتاج البولي إيثيلين.